# Purdiaea
Purdiaea es un género de 11 a 19 especies de fanerógamas en la familia de las Clethraceae. Es uno de los dos géneros en la familia, y fue clasificado en la familia emparentada de las Cyrillaceae. Purdiaea es nativa de regiones tropicales del Caribe (con la máxima diversidad en Cuba), América Central y el norte de Sudamérica, más al sur que el género relacionado Clethra, el único otro género de esta familia. 
El género se compone de arbustos y pequeños árboles con hojas alternantes. 
Especies selectas
- Purdiaea belizensis (A.C.Sm. & Standl.) J.L.Thomas – "Belize purdiaea," América Central.
- Purdiaea cubensis (A.Rich.) Urb. – "Cuban purdiaea," "Clavellina," sudeste de EE. UU., Cuba.
- Purdiaea ekmanii Vict. – Cuba
- Purdiaea microphylla Britton & P.Wilson – Cuba
- Purdiaea nipensis Vict. & León – Cuba
- Purdiaea nutans G.Planch. – Venezuela
- Purdiaea ophiticola Vict. – Cuba
- Purdiaea shaferi Britton – Cuba
- Purdiaea stenopetala Griseb. – Cuba
- Purdiaea tereosepala J.L.Thomas – Cuba
- Purdiaea velutina Britton & P.Wilson – Cuba